# 497年
| 千纪： | 1千纪                                                                                           |
| 世纪： | 4世纪 \| 5世纪 \| 6世纪                                                                         |
| 年代： | 460年代 \| 470年代 \| 480年代 \| 490年代 \| 500年代 \| 510年代 \| 520年代                       |
| 年份： | 492年 \| 493年 \| 494年 \| 495年 \| 496年 \| 497年 \| 498年 \| 499年 \| 500年 \| 501年 \| 502年 |
| 纪年： | 丁丑年（牛年）；北魏太和二十一年；柔然太安六年；南朝齐建武四年                                  |

## 大事记

### 中国
- 北魏孝文帝进攻南齐。
- 高昌王马儒欲内迁，为部下所杀。其长史金城人麴嘉成为高昌王。麴氏高昌开始。
- 少林寺建寺（据《清一统志》），另一说为477年。

### 印度
- 印度天文学家、数学家阿耶波多计算出圆周率π≈ 62832/20000 = 3.1416。

### 拜占庭
- 皇帝阿纳斯塔修斯一世承认东哥特王国的狄奧多里克大帝为其在意大利的统治代表。

## 出生
- 慧皎，南梁僧人。（554年去世，57岁）
- 克洛泰尔一世，法兰克王国墨洛温王朝开创者克洛维一世幼子。（561年去世，64岁）

## 逝世
- 元恂，北魏孝文帝长子，废太子。（483年出生，14岁）